# Ducati Supermono
La Supermono est une moto de type monocylindre sportive à quatre temps de 549 cm3 de la marque italienne Ducati, présentée pour la première fois au salon de Cologne de 1992 et sortie en nombre très limité en 1994 et jusqu'en 1997.
La Supermono de Ducati fait suite à une longue absence de presque 25 années de production de monocylindres par la firme Ducati qui, depuis son origine jusqu'aux années 1970, produisait des monocylindres en cylindrée de 125, de 250, de 350 et de 450 cm3. 

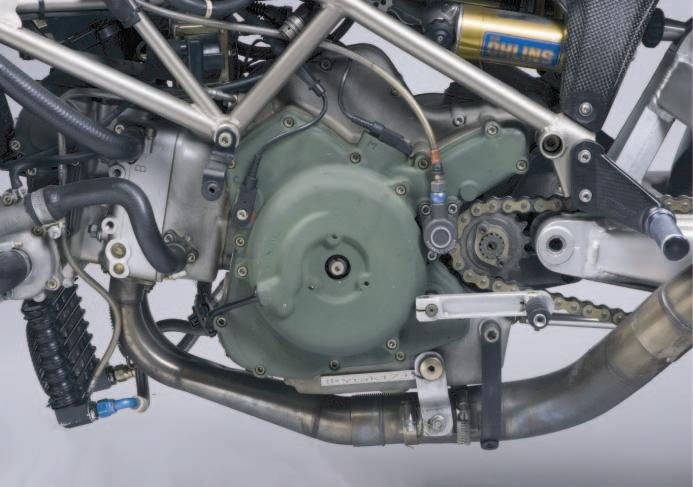
Le cœur de la machine, le monocylindre

Pensée et conçue par l'ingénieur italien Massimo Bordi, cette monocylindre rompt avec ce qui se fait habituellement en la matière, toutes marques confondues, de par des caractéristiques techniques uniques. Contrairement aux autres monocylindres de course, qui perdent de leur stabilité et de leurs moyens au-delà de 8 000 tr/min, la Supermono, dotée d'un système d'équilibrage à balancier oscillant imaginé par Bordi permettant de l'équilibrer dynamiquement, développe une puissance de 75 chevaux à 10 000 tr/min, pour un poids de 123 kg. Ce système d'équilibrage, mécaniquement original et totalement novateur, est niché à l'endroit laissé par l'absence du second cylindre vertical des traditionnels moteurs en V de la firme (celui qui sert de base provient de la Superbike 888), et est constitué par la bielle du second cylindre non utilisé. Ce système permet d'annihiler une grande partie des vibrations, inhérentes à ce type de moteur et grevant la fiabilité. Le régime pouvait donc monter à plus de 11 000 tr/min (la zone rouge), pratiquement sans vibrations parasites.

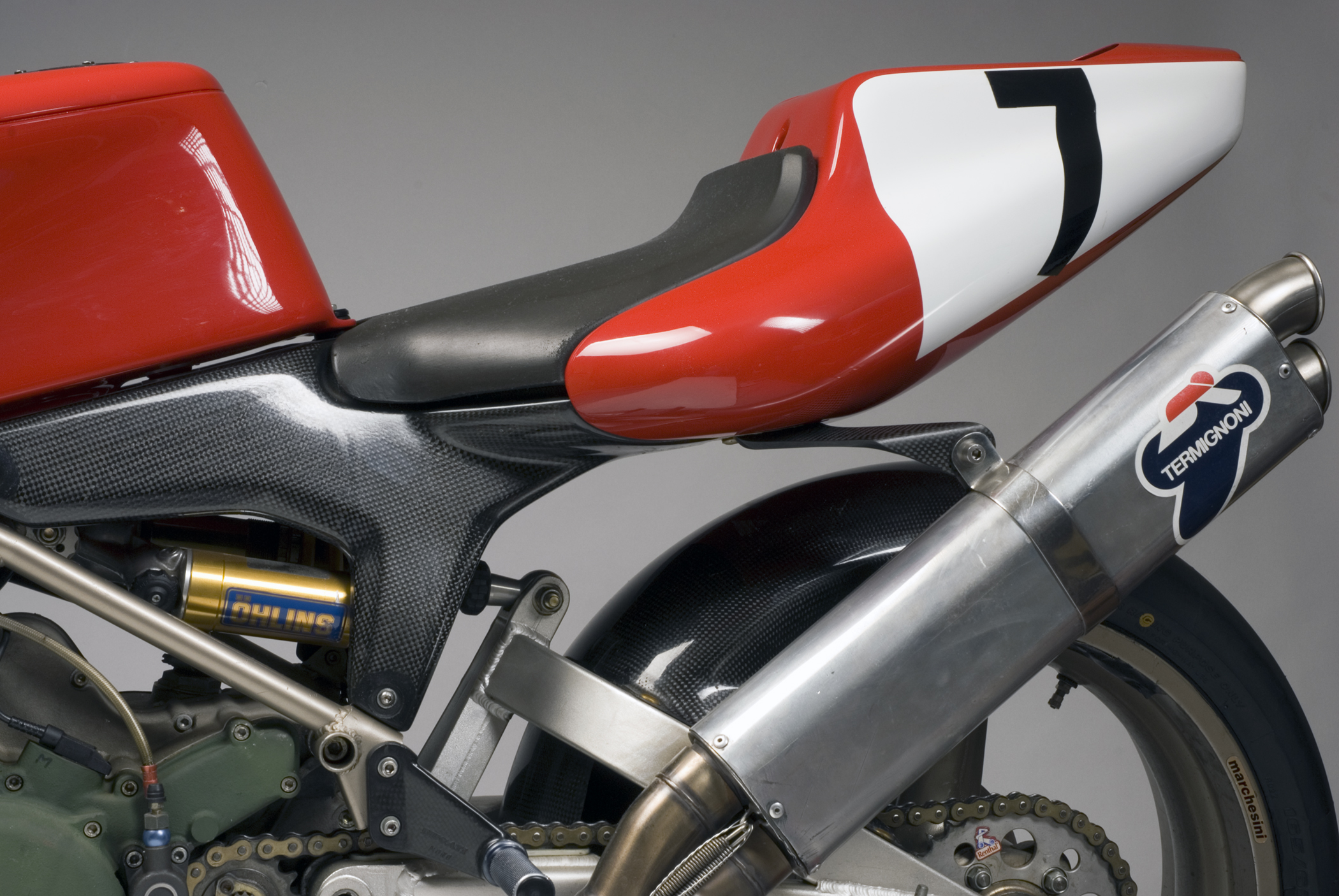
Gros plan sur le cadre en fibre de carbone

L'ensemble des suspensions (fourche et amortisseur arrière) ont été fournies par Öhlins, avec un amortisseur arrière monté sur excentrique, pour pouvoir facilement faire varier l'assiette de la moto, et s'adapter à tous les pilotes et tous les circuits.
Le système de freinage est confié, comme sur toutes les machines issues de l'usine bolonaise, à Brembo, avec deux disques flottants en carbone de 280 mm de diamètre, pincés par des étriers à quatre pistons à l'avant, et un disque de 190 mm de diamètre et un étrier deux pistons à l'arrière.
Le design présente, pour la première fois chez Ducati, la patte de Pierre Terblanche, qui deviendra par la suite responsable du design de la firme de Bologne. 

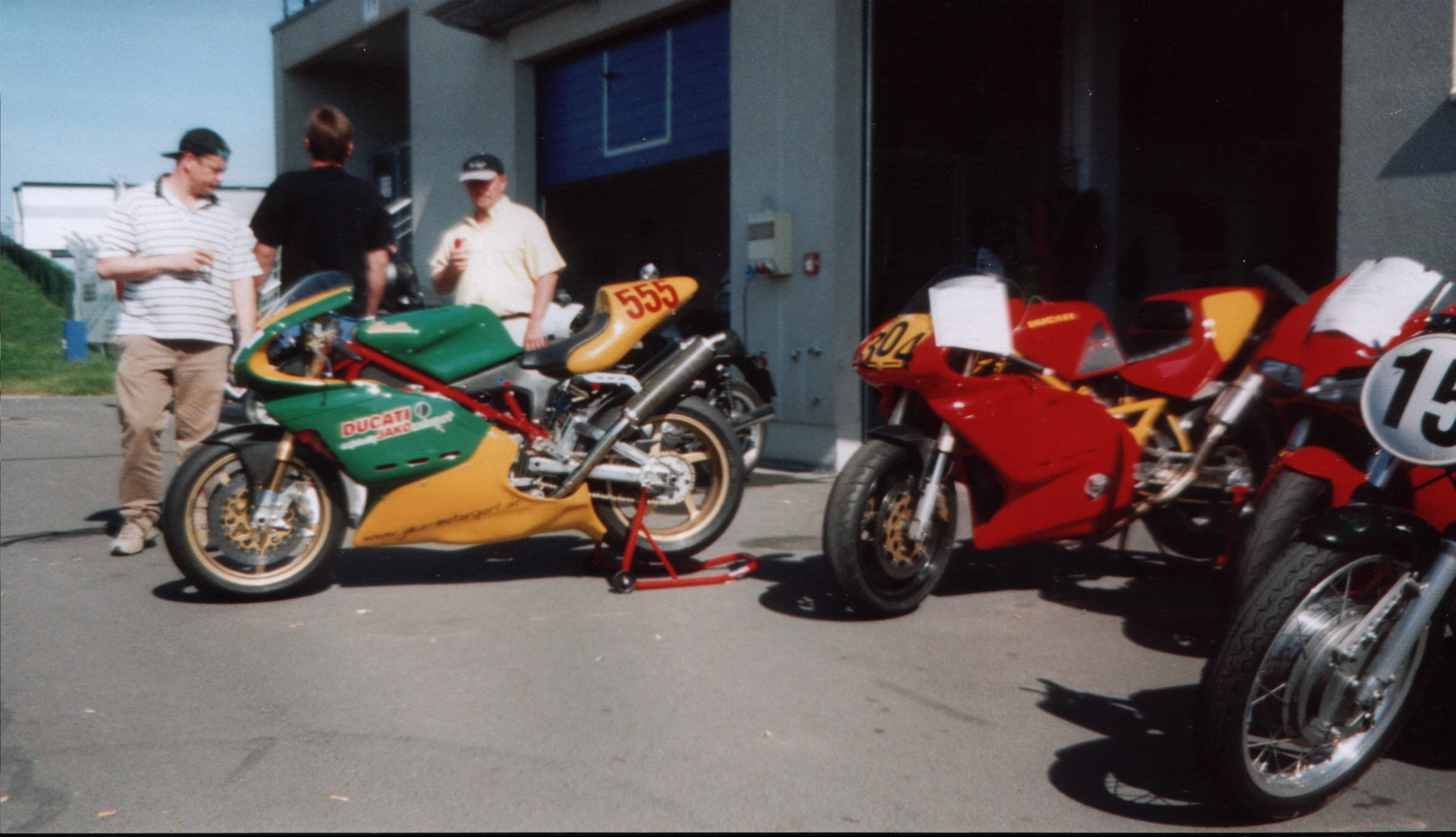
La Supermono dans les paddocks de circuit

Sur circuit, le centre de gravité placé très bas rend la moto facile à manier et offre une bonne tenue de route. À l'aise sur parcours sinueux, la Supermono doit s'incliner devant ses concurrentes lorsque le rythme s'accélère. Et c'est ce manque de puissance qui empêchera cette machine d'obtenir un palmarès à la hauteur de son audace technique.
En 1995, une deuxième version du monocylindre verra sa cylindrée augmentée de 21 cm3 et passe à 572 cm3, grâce à une augmentation de l'alésage de 2 mm, permettant de gagner 5 chevaux à 10 000 tr/min.
Cette monocylindre, de par l'originalité de sa configuration, ses caractéristiques techniques et son extrême rareté (41 machines sortiront avec le moteur de 550 cm3, 26 avec le moteur de 570), est devenue un véritable objet de convoitise et de spéculation, la moto se négociant entre 40 000 et 45 000 euros.

## Version route
Depuis 2009, l'entreprise britannique Britaliamoto construit des Supermono homologuées pour circuler sur route ouverte.